# 台湾総督府医学校
| 台北帝国大学医学專門部 （台湾総督府医学校） | 台北帝国大学医学專門部 （台湾総督府医学校）                                |
| ------------------------------------------- | -------------------------------------------------------------------------- |
| 公用語表記                                  | 臺北帝國大學醫學專門部 （臺灣總督府醫學校）                                |
| 大学設置年                                  | 1897年：医学講習所 1899年：台湾総督府医学校 1936年：台北帝国大学医学專門部 |
| 所在地                                      | 台湾台北州台北市東門町6番地                                                |
| 廃止                                        | 1945年                                                                     |
| 後身校                                      | 国立台湾大学医学院                                                         |

台湾総督府医学校（たいわんそうとくふいがっこう）は現在の国立台湾大学医学院の前身である台湾最初の正規医学学校である。

## 概要

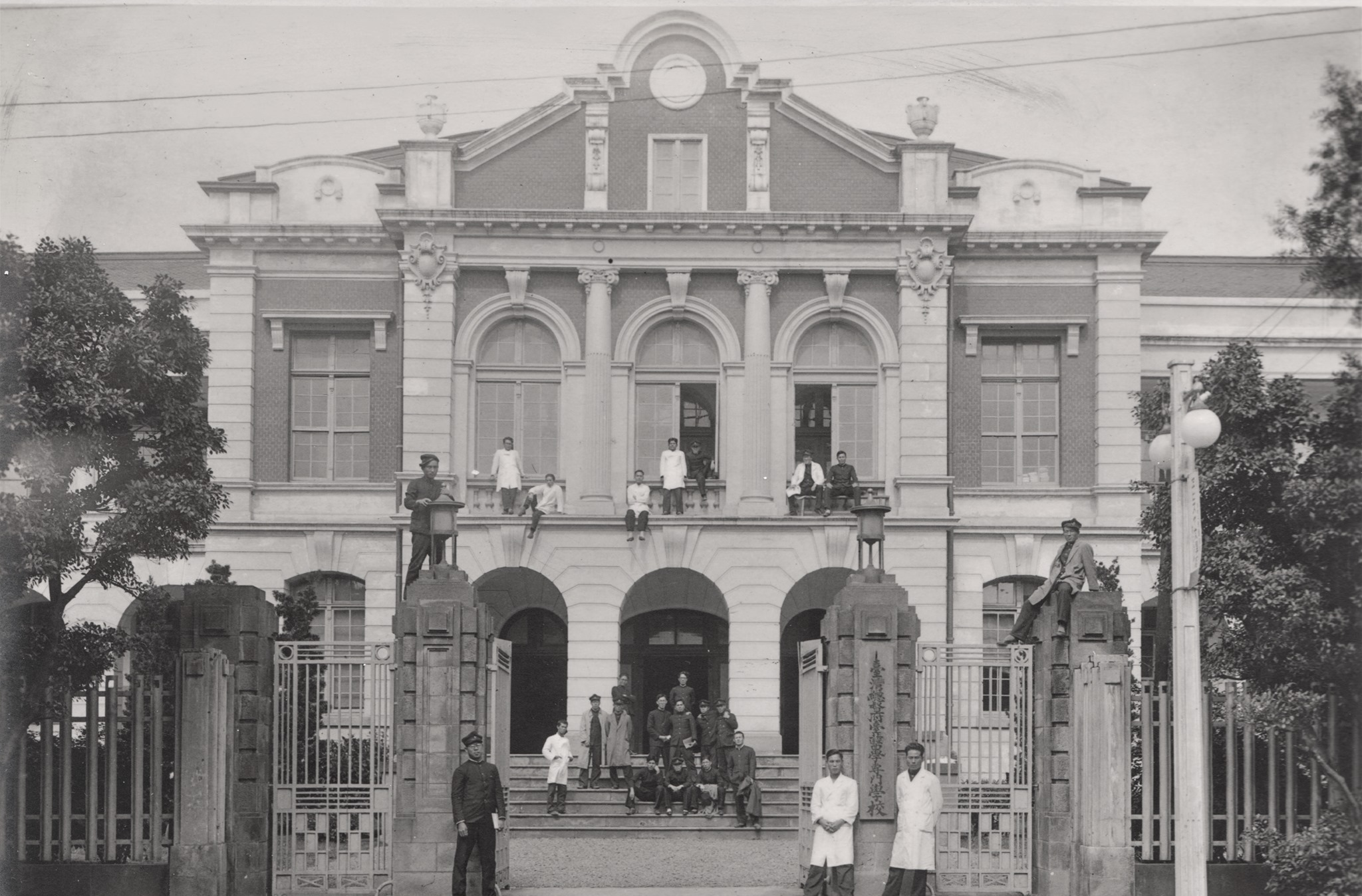
台北医学専門学校（1930年代）

1895年6月に台湾総督府により台湾統治の開始式典である「始政式」が執り行われた4日後、台北大稲埕大日本台湾病院が設置され日本より医師10名、薬剤師9名、看護師20名が派遣された。1897年4月には台湾での医師養成を目的に病院内に医学講習所が設けられた。そして、第4代台湾総督児玉源太郎ならびに民政局長後藤新平による児玉・後藤政治下の、1899年3月31日に台湾総督府医学校官制が発布され、同年5月1日から授業を開始した。なお、附属の医院は前年、台湾総督府台北医院に改称された。
医学校の修業年限は4年であり、別に予科1年が設けられ、第一期は70名の学生が募集された。当初は、本島人（台湾人）のみを対象とした。一般に植民地教育は原住者の初等教育よりも、高等教育を重視することが通例である。統治の助手を養成すると同時に、一般庶民に教育から遠ざけ、統治のための便宜を図るためである。台湾もこの例にもれない。そのため、本医学校は、本島人（台湾人）を対象とする唯一の高等教育機関であった。
医学校は後に台湾総督府医学専門学校、台北医学専門学校、台北帝国大学附属医学専門部を経て現在の国立台湾大学医学院へと変遷していく。

## 校長
- （兼）山口秀高（中国語版）：1899年4月1日 -
- （心得）松尾知明：1902年1月16日 - 4月7日
- （兼）高木友枝：1902年3月31日 - 1907年8月23日
- 高木友枝：1907年8月23日 - 1912年2月28日
- （兼）高木友枝：1912年2月28日 - 1915年3月31日
- 堀内次雄：1915年3月31日 -

## 教員
- 丸山芳登（教授）
- 岸一太（教授）

## 主な出身者

### 政治

#### 台湾文化協会
台湾文化協会関連の人物。
- 蔣渭水
- 呉海水
- 林麗明
- 林瑞西

#### 台湾民衆党
台湾民衆党関連の人物。
- 韓石泉（中国語版）
- 王受禄（中国語版）

#### 農民運動
- 李応章
- 黄信国（中国語版）

#### その他
- 吉野高善（八重山民政府知事）

### 文化・学術
- 文学：頼和（中国語版、英語版）
- 医学：杜聡明